# La Balade d'Ivan
 (décembre 2019).
Pour plus de détails, voir Fiche technique et Distribution.
La Balade d'Ivan est un film français réalisé par Claude Chamis et produit par Cobalt Films, sorti le 27 novembre 2019. 

## Synopsis
Ivan est un jeune vagabond russe qui vit dans une extrême précarité. Il quitte le centre de Paris et se réfugie dans le bois de Vincennes où il croise plusieurs personnes qui vont profiter de son innocence.

## Fiche technique
- Titre original : La Balade d'Ivan
- Réalisation : Claude Chamis
- Scénario : Claude Chamis et Sylvain Maugens d'après une idée originale de Sylvain Maugens et librement adapté de La Folie du jour de Maurice Blanchot
- Image : Thibaut de Chemellier
- Son : Jules Valeur
- Musique : François Blanc, François Cyrod, Matthieu Fortin, Jerusalem Devils
- Montage : Samuel Zlatoff
- Montage son : Matthieu Fortin
- Mixage : Tristan Soreau
- Maquillage et coiffure : Jennifer Mulertt
- Costumes : Pauline de Kerimel
- Premier assistant : Simon Applefeld
- Etalonnage : Hugo Rossello
- Administration : Karen Peraldi
- Pays d'origine :  France
- Genre : drame
- Langue originale : français
- Format de production : HD2K - stéréo/5.1 - 1.85:1
- Date de sortie : 27 novembre 2019
- Société de production : Cobalt Films (Paris)
- Production : Sylvain Maugens pour Cobalt Films
- Distributeur : Saint-André des Arts distribution
- Pays : France
- Durée : 75 minutes
- Lieux de tournage : bois de Vincennes, Paris 1er, 8e et 12e
- Couleurs - DCP

## Distribution
- Aram Arakelyan : Ivan
- Benjamin Baclet : Ben
- Franck Zerbib : Pierre
- Camille Freychet : la fille aux cheveux rouges
- Corine Watrin : la femme de la pagode
- Pablo Alarson : Paco
- Maylis de Poncins : la jeune bourgeoise
- Lisbeth Wagner : la femme à l'église russe
- Noé Alarson : le jogger
- Paul Bettinger : le garçon de café
- Yves Balmès-Morgan : l'homme dans le bois
- Stanislas Aurousseau : le garçon au t-shirt vert
- Tarek Nini : le garçon au t-shirt rouge

## Production et développement
En 2016, le producteur et scénariste Sylvain Maugens propose au réalisateur Claude Chamis de co-écrire La Balade d'Ivan, un long métrage, basé sur une idée originale  du producteur. Claude Chamis veut incorporer des fragments de « La Folie du jour », l'ouvrage mythique de Maurice Blanchot dans ce scénario[réf. souhaitée]. L'histoire tourne autour d'Ivan, un jeune exilé russe qui commet accidentellement un crime homosexuel. Après un long casting, Claude Chamis rencontre Aram Arakelyan, un jeune comédien-mannequin totalement novice et lui confie le rôle principal. Le tournage du film est achevé en 29 jours[réf. souhaitée] malgré des conditions météorologiques imprévues et difficiles[réf. souhaitée]. Fin 2017, les Éditions Gallimard et l'ayant-droit de Maurice Blanchot donnent leur feu vert à la production pour utiliser le texte de M. Blanchot[réf. souhaitée].
En 2018, le film est sélectionné dans plusieurs festivals[source insuffisante].